# Joan Martí Cordero i Oliver
Joan Martí Cordero i Oliver, en castellà Juan Martín Cordero, (València, 11 de novembre de 1531 – Moixent, ca. 1600) fou un traductor i teòleg valencià.

## Biografia

### De València a París: Família i formació
Neix al si d'una família acomodada. Els seus pares foren Gabriel Cordero, natural de Zamora, pertanyent a la baixa noblesa, i Gràcia Oliver, oriünda de Mallorca i pertanyent a una família tradicionalment dedicada al comerç, d'origen jueu. Fou el quart de sis germans, quatre homes i dues dones: Joan Joaquim, Anna Paula, Miquel Àngel, Joan Martí, Gabriel i Gràcia Rafael·la. Dels seus parents, destaca la figura del seu oncle matern, l'humanista Pere Joan Oliver.
Els primers anys estudia a casa seva, amb un preceptor. Després entra en la notaria d'Honorat Verdanxa, oncle seu, per decisió familiar. La mort del seu germà major obliga a la família a canviar de plans, torna als estudis i entra a la Universitat de València. A la Universitat primer estudia Gramàtica i Llatinitat, després entra en la facultat d'Arts aconseguint el títol de batxiller –el 26 de juny de 1549– i on es coneix la seva participació durant el curs 1546/1547 en un concurs d'oratòria preparat pel seu professor Francesc Dassió (o Deci) en competència amb Gaspar Tudor, Joan Vic i Manrique i Jeroni Dassió, que en 1574 es publica inclòs en altres obres de Dassió. I els darrers anys inicia els estudis de Teologia amb Joan Salaia i Pere Antoni Beuter, entre d'altres.
El 20 d'agost de 1550, Cordero i Pere Joan Nunyes inicien viatge a París per a perfeccionar els seus estudis, acompanyats d'altres estudiants. Arriben el 24 de setembre del mateix any. Durant el curs 1550/1551 assisteix a diverses classes de matemàtiques, grec, filosofia i retòrica, entre d'altres, destacant els professors Pierre de la Ramée, en filosofia, Omer Talon, en retòrica, Jacques Charpentier, en filosofia natural, i Adrien Turnèbe, en grec. Al mateix temps convalida el títol de batxiller amb la intenció de fer classes d'Arts, a la Universitat, el curs següent.
Finalitzat el curs, l'inici de les hostilitats entre l'emperador Carles V i Enric II de França provoca que Cordero vulgui traslladar-se a terres pertanyents a la Monarquia Hispànica. Durant el camí a Flandes és detingut i empresonat un any per un noble francès, a fi d'obtenir un rescat. Aconsegueix escapar i torna a París, on es manté amagat mentre uns amics li busquen un mitjà de transport segur per a arribar a Flandes.

### Estudis i traduccions a Flandes

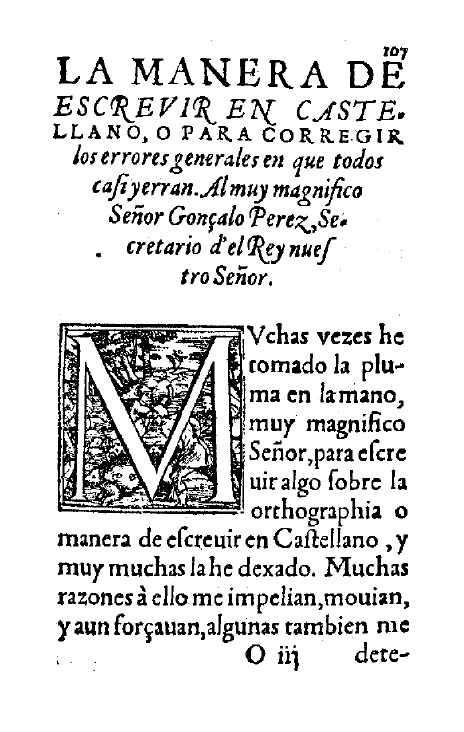

Arriba a Lovaina –potser en 1553– i es matricula a la Universitat, on assisteix a classes de teologia, dret i grec. En aquest temps acaba, i publica a Anvers, la traducció al castellà de Los christiados (1554) de Marco Girolamo Vida, obra que dedica a la reina Maria d'Anglaterra. A Anvers entra en relació amb l'impressor Martín Nucio, que li edita l'obra, i Christophe Plantin, el qual li enquaderna un exemplar que vol entregar a la reina Maria. Tornat a Lovaina coincideix amb el seu oncle Pere Joan Oliver, a qui veu per primera volta, tot i que des de feia temps hi mantenia correspondència, el qual li redacta unes cartes de presentació per als seus amics anglesos. A començament de l'estiu de 1554 viatja a Anglaterra per a assistir al casament entre la reina Maria i el príncep Felip i, durant l'estada a la cort, fa amistat amb membres del seguici del rei consort. A l'octubre de 1554 torna a Lovaina per a continuar els estudis, que li ocuparen tres anys. Al mateix temps, per necessitats econòmiques, treballa de traductor, principalment per a Martín Nucio, però també per a Christophe Plantin, Guillaume Simon i Guillaume Rouillé. Trasllada al castellà De singulari certamine seu duelli tractatus (1555) d'Andrea Alciato; una edició preparada per Erasme de les Epistulae morales ad Lucilium i una recopilació d'altres obres de Sèneca, amb el títol genèric de Flores (1555) –editada per Plantin–; un volum miscel·lani, anomenat Las quexas y llanto de Pompeyo (1556), que recull Pompeius fugiens de Lluís Vives, De morte declamatio i Oratio de virtute complectenda d'Erasme, Soltani Solymanni Turcarum Imperatoris horrendum facinus de Nicolas de Moffan i La manera de escrevir en castellano, o para corregir los errores generales en que todos casi yerran del mateix Cordero; i De bello judaico (1557) de Flavi Josep.
A mitjan 1557 torna a Lovaina i completa dos cursos de dret, fins a la primavera de 1559. Al mateix temps tradueix la Summa doctrinae christianae (1558) de Pere Canisi. Després torna a Anvers i entra en contacte amb Francisco de Soria, i ambdós realitzen un viatge per Flandes i França durant un any, amb una estada prolongada a Bruges. Durant el viatge encara té temps per a complir dos encàrrecs de traducció, De Acidis fontibus sylvae Arduennae (1559) de Gilbert Fuchs, un petit opuscle sobre les aigües termals de Spa, i Vivae omnium fere imperatorum imagines (1560) de Hubert Goltzius, recull numismàtic amb la imatge de cada emperador acompanyada per una breu bibliografia.
A mitjan 1560 torna a Anvers i continua treballant en la traducció, així, tradueix al castellà Breviarium ab Urbe condita (1561) de Flavi Eutropi i Promptuarii Iconum Insigniorum (1561) de Guillaume Rouillé. Encara roman uns dos anys als Països Baixos espanyols amb intenció de viatjar per Itàlia, unes cartes, però, de la família el mouen a traslladar-se a València.

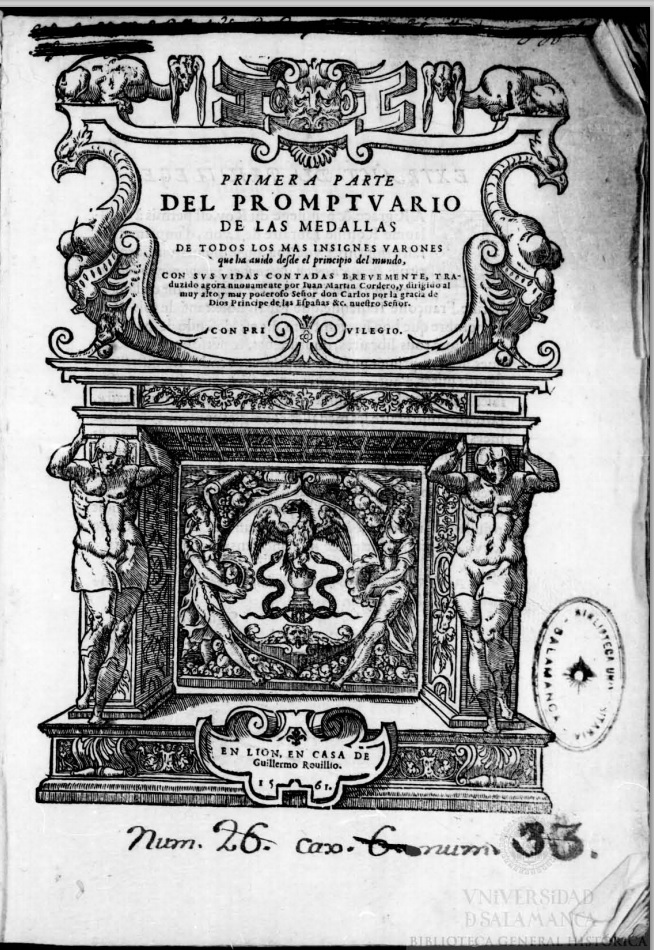

Aquests anys passats als Països Baixos espanyols han estat un esforç econòmic per a la seva família però insuficient. Cordero cerca recursos en les obres que tradueix amb l'encàrrec d'un editor –sobretot Martín Nucio–, d'un autor –com Hubert Goltzius– o d'un mecenes –molts dels quals apareixen a les dedicatòries de les publicacions, destacant els humanistes propers a la cort flamenca de Felip II, o els mateixos monarques–; però també aconsegueix recursos quan entra al servei d'un personatge, el cavaller Francisco de Soria, com una mena d'acompanyant il·lustrat.

### Assentament a València
A mitjan 1563 arriba a València. L'estada que Cordero volia d'uns pocs mesos es torna definitiva per voluntat paterna. Al setembre és ordenat sacerdot i el 24 d'octubre celebra la seva primera missa. Tornat a la Universitat per convalidar els estudis, el 30 de novembre obté el títol de batxiller en teologia i, a principi de 1564, el títol de doctor en teologia. El mateix 1564, des de la Cartoixa de Porta Coeli, li ofereixen la rectoria de la Pobla de Vallbona on es manté fins a la mort del seu pare –uns dos anys– i després nomena un vicari que el substitueix i es trasllada a viure a València.
Després de renunciar a la rectoria de la Pobla de Vallbona, el 9 d'octubre de 1569 surt de València cap a Roma, amb la intenció d'obtenir algun càrrec millor. Un viatge llarg i dificultós, amb estades a Eivissa, Menorca i Florència, entre altres llocs, li permeten arribar a Roma el 3 de gener de 1570. Sense recursos econòmics, la presència els primers quatre mesos a la ciutat d'un oncle seu, Jaume Oliver, li permet mantenir-s'hi; després se serveix del «real de missa» i de fer classes particulars fins a aconseguir una prebenda a la seu de València que ell considera insuficient. Segueix a Roma i la manca de recursos l'obliguen a posar-se al servei de Francisco Sarmiento de Mendoza, auditor del Tribunal de la Rota, com a confessor.
El 1571 Francisco Sarmiento obté del papa Pius V el benefici i curat de la parròquia de la Pueblanueva, a l'alfoz de Talavera de la Reina, amb 6.000 ducats de renda. Cordero no vol moure's de Roma però no pot defugir del servei i ha de traslladar-se a la península amb el seu patró. A mitjan març de 1571 mou de Roma i arriba a la Pueblanueva el 22 de juliol. Allà s'ocupa, durant un any, de regir les esglésies adscrites a la rectoria i fer classes als nebots del seu patró, fins que obté llicència per deixar el servei i, el 22 de juliol de 1572, mou cap a València.
Arribat a València va ocupar successius càrrecs a la ciutat: el benefici obtingut a Roma (uns tres anys), el curat de sant Miquel (any i mig, en 1575 i 1576), el vicariat de sant Pere a la Catedral (més de tres anys, entre 1576 i 1580) i la rectoria de la parròquia de santa Caterina (més de vuit anys, de l'1 de maig de 1580 al 3 d'agost de 1588).
Cansat de la ciutat, demana el curat de Puçol que li és concedit el 18 de juliol de 1588, va arribar a la parròquia el 7 d'agost. Ocupa la rectoria de Puçol fins a 1591 i, el 9 de setembre, es trasllada, quasi amb seguretat, a Moixent, rectoria que ocupava l'any 1593.
En els darrers anys Cordero es relaciona amb els cercles humanistes –signa l'aprovació de la quarta edició de la retòrica de Palmireno (1578)– i exerceix d'examinador teològic de la Universitat –com adjunt des de 1547 i ja titular fins a 1593–, però també s'ocupa de les tasques pastorals pròpies del seu ministeri i en escriure llibres piadosos. El 1584, poc després d'ocórrer els fets, escriu El lamentable suceso del fuego de Santa Catharina Martyr, publicat dos anys després, en el que descriu l'incendi que destrueix l'església de santa Caterina i el seu rescat de l'Altíssim, tot en octaves reials, amb una interpretació contrareformista de l'eucaristia. També publica una Instrucción para confessar (1588) i una Memoria y exercicio espiritual de devotas contemplativas oraciones (1612), obra pòstuma, reeditada diverses voltes als segles XVII i XVIII.

## Obra

### Oratòria
- Pro Theologo (1547). Declamatio redactada per a un certamen universitari.[5][29]

### Llengua
- La manera de escrevir en castellano, o para corregir los errores generales en que todos casi yerran (1556).[14][30][31]

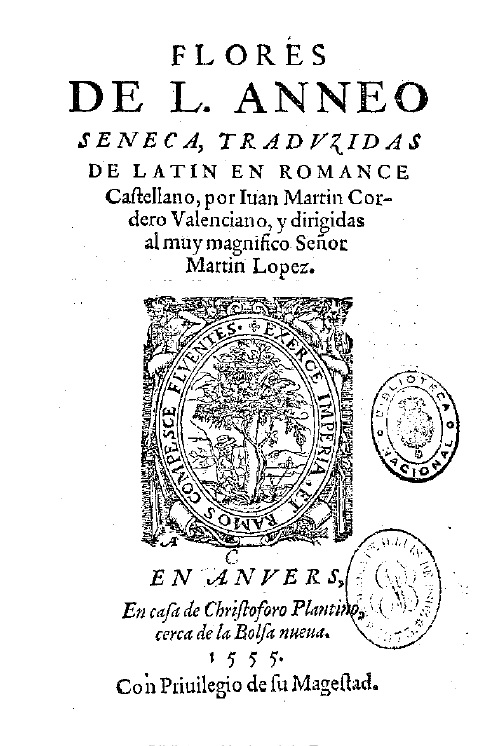

### Religió
- El lamentable suceso del fuego de Santa Catharina Martyr ... a los 29 de marzo, año de Nuestro Señor 1584 (1586).[32][27]
- Instrucción para confesar (1588).[33]
- Memoria y exercicio espiritual de devotas contemplativas oraciones (1612).[33]

### Traduccions
- Los christiados (1554) de Marco Girolamo Vida.[34]
- De la manera de desafío (1555) d'Andrea Alciato.[35]
- Flores (1555) de Sèneca.[36]
- Las qvexas y llanto de pompeyo adonde brevemente se muestra la destrucion de la Republica Romana (1556) de Lluís Vives.[14][30]
- Muerte atroz que el turco Solimán dio a un hijo suyo (1556) de Nicolas de Moffan.[14][30][37]
- Declamacion de la muerte por consolacion de un amigo (1556) d'Erasme de Rotterdam.[14][30]
- Exhortación a la virtud (1556) d'Erasme de Rotterdam.[14][30]
- Las guerras de los judíos (1557) de Flavi Josep.[14][38]
- Summa de la doctrina christiana (1558) de Pere Canisi.[39][40]
- Tratado breve de las fuentes azedas que nacen alrededor de la selva de Ardueña, y principalmente de la d'el lugar llamado vulgarmente Espa (1559) de Gilbert Fuchs.[41][42]
- Los vivos retratos de todos los emperadores (1560) de Hubert Goltzius.[41][43]
- Diez libros [de] quanto passó despues de fundada Roma hasta la vida de Valente Emperador (1561) de Flavi Eutropi.[15][44]
- Promptuario de las medallas de todos los mas insignes varones que ha auido desde el principio del mundo (1561) de Guillaume Rouillé.[15][45][46]